# 소모사
소모사(梳毛絲)는 굵기가 일정하고 매끈하며 보풀이 적으면서 광택이 나도록 양모로 만든 실이며, 소모방적 공정에 의하여 만들어진 가는 털실이다.